# مذابح سيفو
مذابح سيفو أو الإبادة الجماعية للآشوريين/للسريان وتعرف كذلك باسم المذابح الآشورية أو مذابح السريان، تُطلق على سلسلة من العمليات الحربية التي شنتها قوات نظامية تابعة للدولة العثمانية، بمساعدة مجموعات مسلحة شبه نظامية استهدفت مدنيين مسيحيين آشوريين/سريان/كلدان (ينتمون في الغالب إلى الكنيسة السريانية الأرثوذكسية، وكنيسة المشرق، أو الكنيسة الكلدانية الكاثوليكية) أثناء وبعد الحرب العالمية الأولى في المناطق الشرقية من الدولة العثمانية، والمناطق المجاورة من بلاد فارس (الدولة القاجارية). أدت هذه العمليات التي حصلت على يد القوات العثمانية وبعض القبائل الكردية، إلى مقتل مئات الآلاف من الآشوريين/السريان/الكلدان كما نزح آخرون من مناطق سكناهم الأصلية بجنوب شرق تركيا الحالية وشمال غرب إيران. اُعتبرت عمليات ترحيل وذبح المسيحيين في الأراضي العثمانية والمناطق المجاورة من بلاد فارس بمثابة إبادة جماعية من قبل العديد من العلماء والباحثين، وحدثت بالتزامن مع الإبادة الجماعية للأرمن واليونانين.
ذُبح ونُقل السكان المدنيون الآشوريين/السريان/الكلدان في بلاد ما بين النهرين العليا (بلدات أورفة وماردين ومديات، فضلاً عن المناطق الريفية في مناطق طور عبدين وهكاري ووان وبدلبس في جنوب شرق تركيا حاليًا، ومنطقة أرومية في شمال غرب بلاد فارس) قسراً من قبل الجيش العثماني، بين عامي 1914 و 1920، كما تعرض المدنيون الفارّون العُزَّل إلى هجمات من قبل الميليشيات العربية المحلية. لم يتعرض السكان الآشوريون في العراق الحالي للقتل الجماعي، على الرغم من أنهم كانوا يعيشون تحت الحكم العثماني في ذلك الوقت.
شارك الباب العالي في تدمير المجتمعات الآشورية بشكل أقل بالمقارنة مع الإبادة الجماعية للأرمن. تم قتل الآشوريين في كثير من الأحيان بمبادرة من السياسيين المحليين والقبائل الكردية، الذين نهبوا الأراضي الآشورية والسريانية خلال هذه الهجمات. أدت الهجمات والمرض والمجاعة أثناء هروب الآشوريين إلى زيادة عدد القتلى، وتعرضت النساء لاختطاف واغتصاب على نطاق واسع.
لا توجد إحصائيات دقيقة للعدد الكلي للضحايا، غير أن الدارسين يقدرون أعداد الضحايا السريان/الآشوريين بين 250,000 إلى 500,000 شخص.
كما يضاف إلى هذا العدد حوالي مليوني أرمني ويوناني بنطي قتلوا في إبادات جماعية مشابهة معروفة بالإبادة الجماعية للأرمن والإبادة الجماعية لليونانيين. لكن على عكسهما، لم يكن هناك اهتمام دولي بمجازر سيفو، ويعود السبب إلى عدم وجود كيان سياسي يمثل الآشوريين في المحافل الدولية. كما لا تعترف تركيا رسمياً بحدوث عمليات إبادة مخطط لها. بدأت جهود الاعتراف الرسمي بالإبادة الجماعية للآشوريين في التسعينيات من القرن العشرين وقادها الآشوريون في الشتات. اعترفت عدة دول، بما في ذلك الولايات المتحدة، بأن الآشوريين في الدولة العثمانية كانوا ضحايا للإبادة الجماعية، لكن تركيا تنفي وقوع إبادة جماعية للآشوريين.
بدأت هذه المجازر في سهل أورميا بإيران عندما قامت بعض العشائر الكردية بتحريض ديني من العثمانيين بالهجوم على قرى آشورية فيه، كما اشتدت وطأة المجازر بسيطرة العثمانيين عليه في كانون الثاني 1915. غير أن عمليات الإبادة لم تبدأ حتى صيف 1915 عندما دفعت جميع آشوريي جبال هكاري إلى النزوح إلى أورميا كما تمت إبادة وطرد جميع الآشوريين/السريان/الكلدان من ولايات وان وديار بكر ومعمورة العزيز.
خلال هذه الفترة قامت الحكومة العثمانية بمهاجمة وقتل مجموعات عرقية مسيحية أخرى منها الأرمن واليونانيين البنطيين وغيرهم، ويرى العديد من الباحثين أن هذه الأحداث، تعتبر جزء من نفس سياسية الإبادة التي انتهجتها الحكومة العثمانية ضد الطوائف المسيحية. وأدت سلسة المجازر هذه بالإضافة إلى المجازر الأرمنية وعمليات التبادل السكاني مع اليونان إلى تقلص نسبة المسيحيين في تركيا من حوالي 17.5% أو 33% قبيل الحرب إلى 0.1 حاليا ونزوح مئات الآلاف من الآشوريين/السريان إلى دول الجوار. وانحفضت أعداد المسيحيين في تركيا الحالية من 3.2 مليون نسمة عام 1910 إلى 310,000 نسمة عام 2010.

## التسميات
عرفت هذه المجازر بعدة تسميات محلية لعل أهمها «سيفو» ܣܝܦܐ، وهي لفظة سريانية غربية تعني «السيف» في إشارة إلى طريقة قتل معظم الضحايا. كما عرفت سنة 1915 وهي السنة التي بدأت بها المجازر في منطقة طور عابدين ب-«شاتو دسيفو»، ܫܢܬܐ ܕܣܝܦܐ أي «عام السيف». وسميت المجازر كذلك بالأدبيات السريانية ب-"ܩܛܠܐ ܕܥܡܐ ܣܘܪܝܝܐ"، «قَطلا دعَمّا سُرايا»/«قَطلو دعَمّو سُريويو» بالسريانية الشرقية والغربية على طوالي وهي عبارة تعني «مجازر الشعب الآشوري/السرياني». كما عرفت اختصارا ب-"ܩܛܠܥܡܐ" «قطَلعَمّا»/«قطَلعَمّو» أي بمعنى «التطهير العرقي».
تعرف هذه الحوادث في تركيا شعبيا باسم "Süryani Katliamı" أو "Süryani Soykırımı" بمعنى «المذابح الآشورية/السريانية» بينما تذكر المصادر الغربية المجازر تحت تسميتي "Seyfo" و-"Assyrian Genocide". وبالرغم من ذلك فإن هناك من يعمم جميع المجازر التي تمت في أواخر عهد الدولة العثمانية ضد أقلياتها المسيحية واضعا إياها تحت مسمى واحد على أساس أنها لم تكن تفرق بين مسيحييها في انتماءاتهم العرقية.

## الأسباب
أعطى الباحثون عدة أسباب لعمليات الإبادة التي نفذها العثمانيون بحق الأقليات المسيحية بالأناضول ابتداءً من أواخر القرن التاسع عشر. غير أن معظمهم يتفق على يقين القادة العسكريين بأن أي ثورة أو حرب ستؤدي إلى انفصال أجزاء واسعة من الإمبراطورية مثلما حدث في دول البلقان بمنتصف القرن التاسع عشر حين نالت معظم تلك الدول استقلالها. كما أدت محاولات تتريك الشعوب القاطنة ضمن الدولة إلى ردود فعل معارضة أدت إلى انتشار الفكر القومي المعارض لهذه السياسة كالعربي والأرمني والآشوري، ما أدى إلى استعمال العثمانيين للعنف في محاولة لدمج تلك الشعوب في بوتق تركي.
بدأت أولى عمليات الإبادة على نطاق واسع سنة 1895 أثناء ما سمي بالمجازر الحميدية عندما قُتل مئات الآلاف من الأرمن والآشوريين في مدن جنوب تركيا وخاصة بأضنة وآمد وذلك بعد اتهام الأرمن بمحاولة اغتيال السلطان عبد الحميد الثاني. غير أن السبب الرئيسي من وراء المجازر التي حلت بالآشوريين/السريان هي خشية العثمانيين من انضمامهم إلى الروس والثوار الأرمن وخصوصا بعد فشل حملة القوقاز الأولى في شتاء 1914.
يعتقد المؤرخون أن السبب الرئيسي وراء التورط الكردي في المجازر هو الانسياق وراء حزب تركيا الفتاة الذي حاول إقناع الأكراد أن المسيحيين الموجودين في تلك المناطق قد يهددون وجودهم. رغم أنّ بعض المجازر التي اقترفها الجيش العثماني ضد مدنيين أكراد في بايازيد وألاشكرت، إلا أن سياسة الترحيب والترغيب دعت معظم العشائر الكردية إلى التحالف مع الأتراك. كما استغلت ميليشيات كردية شبه نظامية فرصة الفوضى في المنطقة لفرض هيمنتها وهاجمت قرى آشورية وسريانية من أجل الحصول على غنائم.

## خلفية تاريخية
يقدر عدد الآشوريين في الدولة العثمانية في بداية القرن العشرين بنحو مليون نسمة. وتجمع هؤلاء في مناطق تمثل حالياً إيران والعراق وتركيا. لاحظ مؤرخون كديفد غونت أن عدد الآشورين بلغ نحو 600 ألف شخصٍ قبل اندلاع الحرب العالمية الأولى. كما امتلك مئات الآلاف من موارنة لبنان أصولاً آشورية، لكن إطلاق اسم آشوري عليهم ليس دقيقاً وليس شائعاً.
عاشت مجتمعات من الآشوريين في مناطق بالقرب من بحيرة أرومية في بلاد فارس، وبحيرة وان (وتحديداً إقليم هكاري) وبلاد الرافدين، وفي الولايات العثمانية الشرقية كدياربكر وأرضروم وبدليس. تعاملت الدولة العثمانية مع الآشوريين، كالمسيحيين الذين عاشوا في الدولة العثمانية، باعتبارهم مواطنين من الدرجة الثانية، ومنعتهم من استلام مناصب عامة وقيادية في الدولة.
ولم يكن العنف الموجه ضد هذه الأقليات قبل اندلاع الحرب العالمية جديداً. حيث تعرّض العديد من الآشوريين إلى عمليات سطو ونهب من قبل الأكراد المسلمين، وارتكبت بحقهم مجازرٌ وأجبروا على ترك ديانتهم والتحول إلى الإسلام، وهذه الحالات موثقة في مجازر بدر خان التي استُهدف فيها آشوريو هكاري في أربعينيات القرن التاسع عشر، ومجزرة دياربكر خلال حقبة المجازر الحميدية بين عامي 1895 و 1896. حيث حصل الحميديون على الضوء الأخضر من السلطان العثماني، وشرعوا بارتكاب مجازر بحق الآشوريين والأرمن بعد تمتعهم بالحصانة الكاملة. وكانت أعنف حملاتهم في أورفة ودياربكر.

### اندلاع الحرب
بدأت الدولة العثمانية بارتكاب مجازر بحق الآشوريين في تسعينيات القرن التاسع عشر، وتميزت تلك الفترة بعلاقاتٍ جيدة بين العثمانيين والبريطانيين الذين تعهدوا بالدفاع عن الدولة العثمانية في وجه المساعي الروسية، حيث كانت الامبراطورية الروسية تسعى جاهدة للدفاع عن المجتمعات المسيحية الأرثوذكسية الموجودة ضمن الأراضي العثمانية.
بدأت الدولة العثمانية في أكتوبر عام 1914 بتهجير وذبح الآشوريين والأرمن من مدينة وان. وأعلنت الجهاد ضد المسيحيين، بعدما هاجمت مدناً في الإمبراطورية الروسية وأعلنت الحرب على بريطانيا وفرنسا. استغل الألمان الوضع، وقام كلّ من القيصر والسفير الألمانيين بإدارة الحرب المقدسة في الدولة العثمانية، وقدموا الدعم المالي الكامل للعثمانيين في حربهم على الامبراطورية الروسية.

### مسؤولية الحكومة العثمانية
كانت درجة مسؤولية الحكومة العثمانية وما إذا كانت للإبادة الجماعية طبيعة منهجية موضوع آراء علمية مختلفة. فيما يتعلق بمسؤولية الحكومة العثمانية، كتب هيلمار قيصر أن طلعت باشا أمر بترحيل الآشوريين من المنطقة في 26 أكتوبر من عام 1914، خوفًا من تعاونهم مع القوات الروسية المتقدمة، لكن الأمر تأجل وتم التخلي عنه بعد ثلاثة أيام بسبب نقص القوات. عندما لم يتعاون الآشوريون مع الروس، تم إلغاء أي خطط لترحيلهم. كتب قيصر أن مذابح الآشوريين لم تكن على ما يبدو جزءًا من السياسة العثمانية الرسمية وأن الآشوريين أمروا بمعاملة مختلفة عن الأرمن. يستشهد المؤرخ التركي تانر أكسام، وهو متخصص بارز في الإبادة الجماعية للأرمن، بالمراسلات الرسمية العثمانية في عام 1919، مُستفسرًا عن عدد وظروف ترحيل الآشوريين، ليذكر أن الحكومة العثمانية لم تكن على دراية بالمدى العددي الكامل لترحيل الآشوريين. هناك وثيقة عثمانية أخرى تأمر الآشوريين بالاحتجاز في مواقعهم الحاليَّة، بدلاً من ترحيلهم، وهو ما يشير، وفقًا لأكسام، إلى أنه كان من الممكن معاملة السكان الآشوريين معاملة مختلفة عن الأرمن، لكنهم غالبًا ما «تم القضاء عليهم» إلى جانبهم. ذكر دونالد بلوكسهام، العالم في الإبادة الجماعية، أنه بينما تم ذبح الآشوريين في غرب بلاد فارس وهكاري وبدليس ووان ودياربكر مع الأرمن، فإنهم «لم يخضعوا لنفس الدمار المنهجي».
كتب دومينيك شالر ويورغن زيمرر أنه بسبب الافتقار إلى الشتات العالمي ودولة الأمة، كان يُنظر للآشوريين على أنهم أكثر عرضة للخطر وأقل تهديدًا، مما أدى إلى إبادتهم بشكل «أقل منهجية». مذابح الآشوريين غالباً ما تمت من خلال مبادرات المسؤولين والجماعات المحلية. ومع ذلك، فقد صُنفت الحملة ضد الآشوريين على أنها «ذات طابع إبادة جماعية». أرسل إرنست الثاني، أمير هوهنلوهي لانغنبرغ، المبعوث الألماني الخاص في القسطنطينية، تقريراً يصف «الإبادة المنهجية» للسكان المسيحيين في مقاطعة دياربكر من قبل الحاكم رشيد بك. كتب مارتن تامكي أن القائم بالأعمال الألماني في القسطنطينية أرسل إلى المستشارية الألمانية مقالة من صحيفة يسيطر عليها تركيا الفتاة، والتي ذكرت طرد الآشوريين في الشرق كمثال على «تطهير الإمبراطورية من العناصر المسيحية». كتب مارتن تامكي أن وثائق مثل هذه، إلى جانب التقاليد الشفوية، هي دليل على اتّباع سياسة إبادة منهجية. كما ويرى العديد من الباحثين أن هذه الأحداث عبارةٌ عن حدث واحد، وجزءٌ من نفس سياسية الإبادة التي انتهجتها حكومة تركيا الفتاة ضد طوائف مسيحية متنوعة، حيث تم استهداف ومهاجمة وقتل مجموعات عرقية مسيحية أخرى خلال هذه الفترة وكان منها السريان والكلدان والآشوريين واليونانيين البنطيين وغيرهم.
قارن ديفيد جاونت الهجمات على الآشوريين في هكاري ودياربكر، وكتب أنه في حين أن الأول تم ارتكابه بشكل أساسي بناء على أوامر من الحكومة التركية، فإن الأخيرة كان مبادرة محلية من سياسيي جمعية الاتحاد والترقي غير المرتبطين بالحكومة المركزية، وبدون أوامر بإبادة الآشوريين في المنطقة.

## الوضع قبل الحرب العظمى
شكل الآشوريون/السريان/الكلدان إحدى الأقليات الدينية والعرقية المهمة ضمن الدولة العثمانية، وبالرغم من تواجدهم في مراكز عواصم الولايات العثمانية كالموصل وحلب وآمد إلا أن معظمهم عاش في قرى عديدة في منطقة تمتد من أورميا شرقا إلى ماردين غربا. حيث عاشوا جنبا إلى جنب مع الأكراد والأرمن. ويقدر الباحثون أن عدد المشارقة (الآشوريين والكلدان) تراوح مع بين 400,000 - 500,000 نسمة. كما شكل السريان المغاربة (السريان الأرثوذكس والكاثوليك) عددا مماثلا. ما يجعل عددهم الكلي 700,000 - 1,000,000. وقد انقسموا بحسب مناطق تواجدهم إلى ثلاثة أقسام:

### أورميا
تقع هذه شمال غرب إيران حاليا، بالرغم من كونها اسميا تتبع القاجاريين إلا أنها كانت تقع بشكل فعلي تحت نفوذ الإمبراطورية الروسية. أصبحت مدينة أورميا إحدى أكثر المناطق تطوراً حيث شهدت تأسيس جريدة «زهريرا دبهرا»، "ܙܗܪܝܪܐ ܕܒܗܪܐ"، سنة 1849 والتي تعتبر أول جريدة ناطقة بالسريانية. كما نشط في تلك المنطقة عدة إرساليات مسيحية منذ عشرينات القرن التاسع عشر عملت على إنشاء المطابع ونشر الصحف بهدف تحويل سكانها المسيحيين والذين تبعوا كنيستي المشرق الآشورية والكنيسة الكلدانية الكاثوليكية إلى الأرثوذكسية الشرقية والبروتستانتية. وبالرغم من تحول أعداد ضئيلة جدا إلى تلك الطوائف إلا أن تأثير تلك الإرساليات كان عميقا جدا في المنطقة أدت لحدوث نهضة ثقافية بانتشار الصحافة والتعليم بين سكانها المسيحيين.

### هكاري

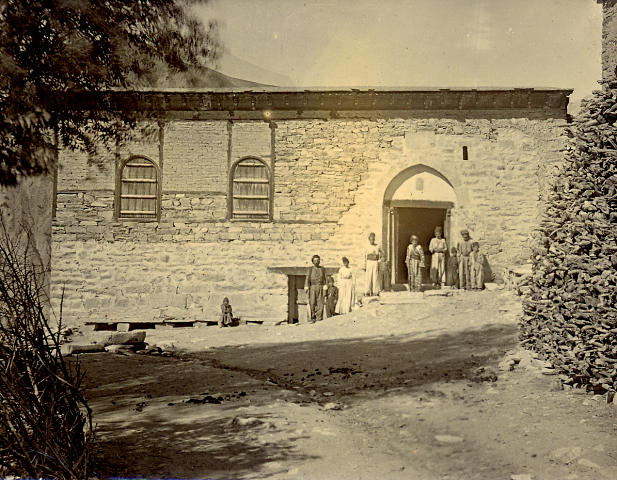
مقر سكن بطاركة كنيسة المشرق في قدشانيس بحكاري.

اعتبرت هذه المنطقة من أكثر المناطق وعورة في الدولة العثمانية وتمتد من دهوك جنوبا حتى وان شمالا، وتمتعت بحكم ذاتي بحكم وعورتها وصعوبة اجتياحها من قبل جيوش نظامية. معظم سكانها كانوا من أتباع كنيسة المشرق الآشورية، واتصف سكانها بنزعة عشائرية وكان يقود كل عشيرة شخص يدعى «مالك» "ܡܠܟ" وهؤلاء بدورهم يدينون بالولاء لزعيمهم الروحي بطريرك كنيسة المشرق الذي ينحدر من عائلة شمعون ويتخذ من «كنيسة مار شليطا» "ܡܪܝ ܫܠܝܛܐ" ببلدة قدشانس بجنوب تركيا مركزا له. كان أشوريّو هكاري مستقلّون ويُقَسَّمُونَ إلى قبائل تسمى أشيرت: تياري العليا، وتياري السّفليّ، وتخومي، وطل، وباز، وجيلو، وزاران، وزيير وديسين. وكان أشوريّو قبائل هكاري مُوَحَّدِينَ سياسيًّا ودينيا تحت إدارة مار شمعون الّذي كان يخضع تحت سلطة الحكومة العثمانية. كان هذا المجتمع متّحدا تحت الحكم الذّاتيّ، وانقسم أشوريّو هكاري إلى قبائل تُحْكَم من قبل الزّعماء القبليّين يسمّون ملك. وكانت القبائل مُقَسَّمَة أيضًا إلى عشائر مكوّنة من بعض العائلات. وكان للعشيرة زعيم عادة يكون الأكثر ثقافة أو الأكبر سناً. مركز الإدارة لكلّ القبائل الآشورية في بلدة قوتشانيس.
بحلول القرن التاسع عشر بدأت الإمارات الكردية تحاول فرض سيطرتها على هذه المنطقة فقام الأمير الكردي محمد الراوندوزي بعدة مجازر استهدفت المسيحيين واليزيديين في مناطق برواري وسنجار كما حاول فرض الديانة الإسلامية بالقوة على المناطق التي استولى عليها، كما قام بمجازر استهدفت غير المسلمين من المسيحيين واليزيديين في مناطق برواري وحكاري وبوهتان، كما تعاظمت سلطته واستولى على مناطق الجزيرة الفراتية في وقت كان فيه العثمانيون مشغولين بحملة محمد علي باشا في سوريا. غير أن السلطان العثماني سرعان ما أرسل جيوشه فأسقط إمارة سوران الكردية وفرض السيطرة العثمانية على تلك المناطق.
أثار نشاط الإرساليات البروتستانية في المنطقة في أربعينات القرن التاسع عشر ريبة القبائل الكردية فشهدت مناطق سهل نينوى وبرواري سلسة من المجازر بقيادة أمير إمارة بوهتان الكردية بدر خان أدت لمقتل عشرات الآلاف من المسيحيين وتدمير العديد من القرى في مناطق العشائر الآشورية. أدى ضغط القوى الغربية من أجل وقف المذابح إلى تدخل الباب العالي على مضض فسقطت بذلك آخر الإمارات الكردية.

### طور عابدين
كانت هذه المنطقة أهم مراكز تجمع السريان الأرثوذكس كما شهدت تحول البعض منهم إلى الكثلكة فانتشر السريان الكاثوليك كذلك وخصوصا في ماردين. بعكس آشوريي حكاري، لم يكن للسريان في طور عابدين نزعات استقلالية غير أن ما أقلق السلطات العثمانية هو الفرق الكبير في مستويات التعليم بين مسيحيي تلك المناطق ومسلميها ما حذا بالعثمانيين إلى إصدار قرارات تقضي بإغلاق المدارس المسيحية ما لم تكن مفتوحة بفرمان رسمي. وصل المطاف بالسلطات العثمانية في سنة 1884 إلى إصدار قانون يقضي بكون الباب العالي هو من يقرر فتح مدارس في المناطق من عدمها.
تعرضت ولاية ديار بكر بأكملها إلى سلسلة من المجازر سنة 1895 قلصت عدد مسيحييها. وبلغ عدد سكان سنجق ماردين قبيل بداية الحرب العالمية الأولى حوالي 200,000، شكل المسيحيون حوالي خمسي عدد سكانه. كما أصبحت نسبة الأكراد حوالي 50% من عدد سكان طور عابدين البالغ حوالي 45,000.

## المجازر

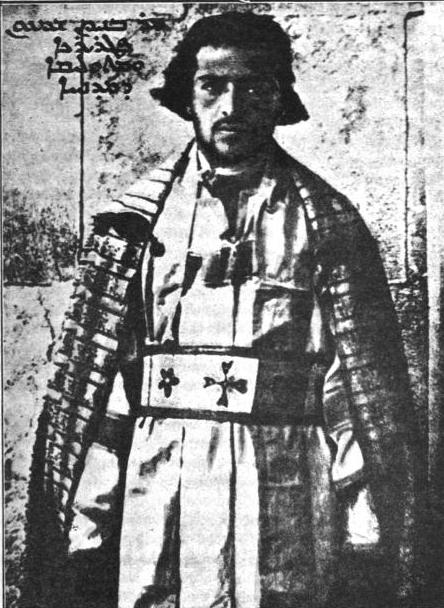
مار شمعون بنيامين، الزعيم الروحي للآشوريين خلال فترة المجازر.

تلقى مار شمعون الحادي والعشرون بنيامين الزعيم الروحي لكنيسة المشرق الآشورية وبطريركها وعودا قبيل دخول الدولة العثمانية إلى الحرب العالمية الأولى بفتح مدارس وتطوير مناطق تركز الآشوريين في حكاري في حالة موافقته على الوقوف حيادا في أي حرب مستقبلية ضد روسيا. وفعلا لم ينضم الآشوريون إلى الروس والثوار الأرمن خلال بدء العمليات العسكرية خريف 1914، حتى أن بطريرك كنيسة المشرق أرسل رسائل إلى رعاياه طلب فيها منهم الولاء لحكامهم المحليين العثمانين وعدم مجابهة الميليشيات التابعة لها. وبفشل الهجوم الأول للعثمانيين في جبهة القوقاز باتجاه باطومي، قرر هؤلاء أن الطريقة الوحيدة في تحقيق انتصارات في تلك الجبهة تكمن في تغيير الواقع الديمغرافي في المرتفعات الأرمنية وذلك بإبادة وترحيل سكانها الأرمن.
غير أن عمليات التصفية لم تشمل الأرمن فحسب ففي 12 تشرين الثاني 1914 أعلن السلطان محمد الخامس العثماني الجهاد على «أعداء الإسلام»، وصادق شيخ الإسلام العثماني على هذه الدعوة بإعلان فتوة الجهاد في 14 تشرين الثاني. وبالرغم من فشل العثمانيون الأولي غير أنهم تمكنوا في يوم رأس السنة 1915 من اختراق الدفاعات الروسية في إيران دون مقاومة تذكر والسيطرة على تبريز وأورميا.
في نفس هذه الفترة في حكاري بدأت المليشيات الكردية العاملة بأمرة العثمانيين بعمليات إبادة شملت قرى أرمنية وآشورية على حد سواء، وخلالها تم نهب وقتل سكان القرى الآشورية/الكلدانية في مقاطعتي ألباق وغاوار الواقعتين جنوب بحيرة وان. كما قام العثمانيون باعتقال أعيان السريان في مناطق «بشكالي» شمالي حكاري وأجبروهم على العمل كحمالين لدى الجيش العثماني كما قاموا بقتلهم بعد انتهاء المهمة الموكلة لهم. في 15 نيسان 1915 بعث السفير الألماني «فانغنهايم» ببرقية إلى المستشار الألماني يخبره فيها أن مسيحيي وان تعرضوا ل-«إبادة شاملة» بتواطؤ من السلطات المدنية المحلية.
غير أن العامل الذي حسم دخول الآشوريين الحرب كان اعتقال أخ البطريرك، هرمز شمعون، أثناء دراسته في إسطنبول حيث نقل إلى الموصل واستعمل كرهينة فطلب الأتراك من البطريرك عدم تلبية دعوات زعماء العشائر الآشورية بالتحالف مع الروس فرد عليهم بأن حياة رعيته أهم من حياة أخوه. فأعدم هرمز شمعون بالموصل، ورد البطريرك بالرضوخ لضغوط رؤساء العشائر وأعلن الحرب على الدولة العثمانية في 10 أيار 1915.

### العمليات في ولاية وان (حكاري)
بالرغم من وعود الروس بدعم آشوريي حكاري إلا أنهم لم يرسلوا سوى 400 من الخيالة القوساق الذين أبيدوا من قبل الميليشيات الكردية قبل وصولهم إلى جبال حكاري. فالتجأ الآشوريون بقيادة شمعون بنيامين إلى أعالي الجبال على ارتفاع أكثر من 3,000 متر حيث كان من الصعب على الجيوش النظامية اختراقها. غير أن الأتراك أبقوا قواتهم في المناطق المحيطة بها لعلمهم أن ثلوج تشرين سترغم الآشوريين على النزول. يروي البطريرك في رسالة موجهة إلى القيادة الروسية الوضع في جبال حكاري:
| مذابح سيفو | بعد شهر من المعارك مع الأكراد، أرسل مهدي باشا حاكم الموصل العثماني وحدات عثمانية مدونة بمدافع ثقيلة. فقاموا باحتلال قرانا وحرقها... يعيش الآشوريون الآن في قمم الجبال ب-"تياري" و"تخوما" مرورا ب-"ديز"، وهم يموتون بسبب نقص الغذاء. ليست لدينا أي عتاد والأتراك يحاصروننا، لقد نفذت خياراتنا. | مذابح سيفو |

#### المسيرة إلى أورميا
علم شمعون بنيامين أن حلول الشتاء سيعني الإبادة الشاملة لرعيته، فسافر إلى إيران حيث حاول إقناع الروس بإرسال قوة ثانية لمساندة المحاصرين الآشوريين، غير أن هؤلاء أعلموه باستحالة الأمر ونصحوه بعدم العودة إلى حكاري لأن هذا سيعني مقتله، غير أنه سرعان ما عاد وتمكن من قيادة معظم المحاصرين في طريق وعر لم يحسب العثمانيون حسابه إلى أورميا فوصل حوالي 50,000 منهم إلى سهل أورميا واستقروا في بلدات سالماس وأورميا، وهلك الآلاف جوعا وتعبا أثناء عبورهم الجبال الممتدة بين حكاري وأورميا.
بعد أن اتضح للعثمانيين أن سكان الجبال تمكنوا من الفرار قاموا بالهجوم على القرى المسيحية الواقعة في السهل الفاصل بين مرتفعات حكاري وبحيرة وان غير أنهم انسحبوا غربا بعد أن ثبت الروس سيطرتهم على مدينة وان في صيف 1915.

### المجازر في سعرت

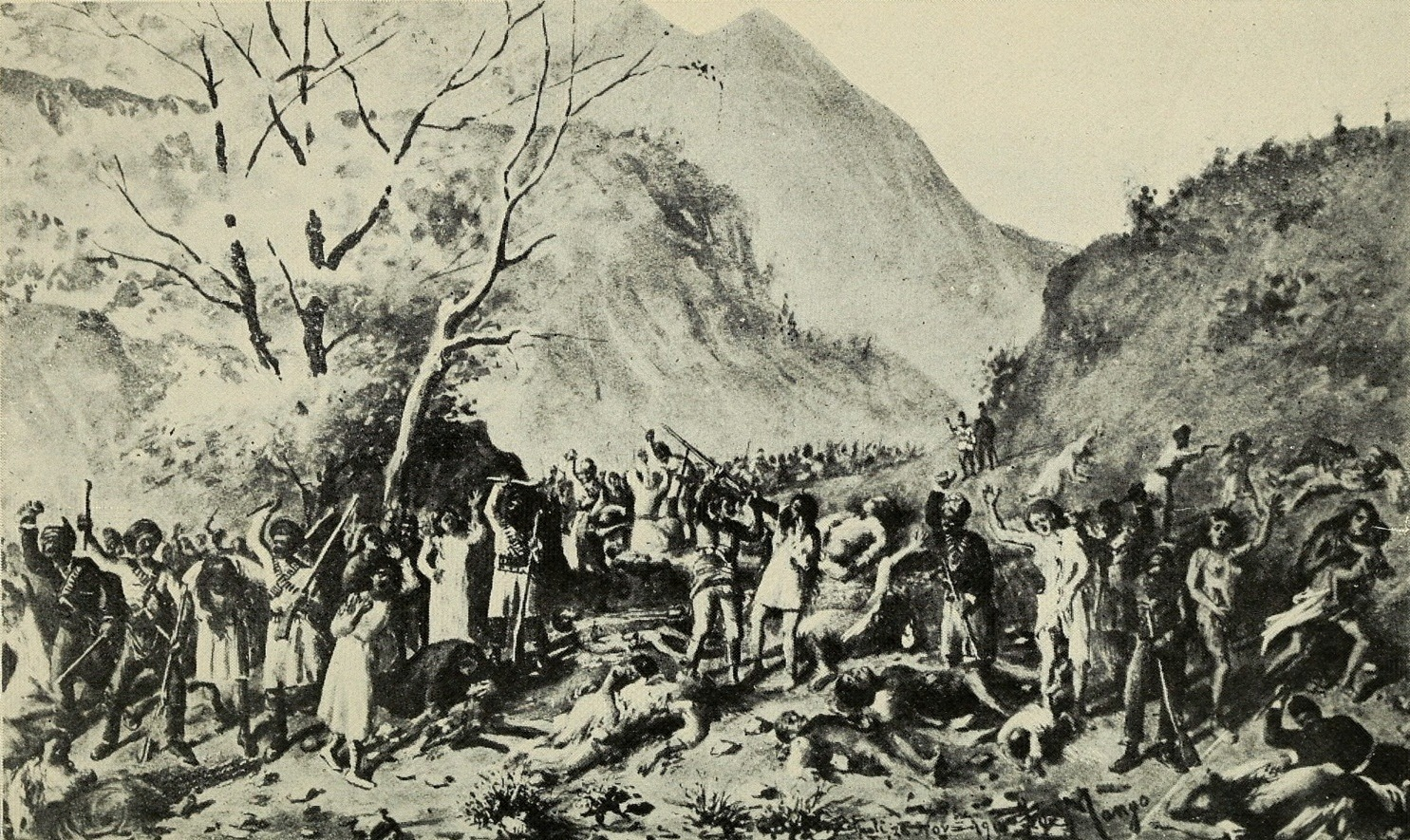
تخطيط للرسام الإيطالي ليوناردو دي مانغو يظهر فيه عملية تصفية نساء وأطفال سعرت.

بالرغم من فرار العديد من سكان قرى حكاري الجبلية، لقى سكان المدن والسهول الواقعة في مرتفعات أرمينيا مصيرا مختلفا. فبعد هزيمتهم أمام الروس في وان بنيسان 1915, انسحبت الخيالة الحميدية المكونة من ميليشيات كردية شبه نظامية إلى سعرت حيث قامت في حزيران 1915 باعتقال جميع الرجال الكلدان في البلدة وسلب بيوتهم بأمر من حاكمها حلمي باشا. ويروي شهود عيان كيف قام المهاجمون بتعرية المعتقلين من من ملابسهم وقتلهم بالسلاح الأبيض. بعد عدة أيام صدرت أوامر بترحيل ما تبقى من نساء وأطفال من سعرت وسبعين قرية مسيحية بتلك المنطقة، فسيروا مسافة 100 كم بصحبة خيالة كردية إلى ماردين وقبل وصولهم إليها أرسل حاكمها بدري باشا برقية طلب فيها من الخيالة تصفية جميع من معهم من الأطفال والنساء. فجلبوا إلى وادي يعرف باسم واويلا حيث قام الخيالة معززين بمئات الرجال والنساء الأكراد من القرى المجاورة بقتل معظمهم بالسيوف والخناجر والحجارة ولم يسلم منهم إلا من تظاهر بالموت.
وفي نفس الوقت توجهت قوات جودت باشا وخليل باشا التي كانت متمركزة في حكاري إلى قرى سنجق سعرت حيث تواجد حوالي 60,000 مسيحي معظمهم من الكلدان والسريان الأورثوذكس وقاموا بإبادة جميع سكان القرى المسيحية. ويروي رافايل دي نوغاليس مينديز، وهو ضابط فنزويلي كان يحارب بإمرة العثمانيين كيف أن المجازر كان قد خطط لها مسبقا من قبل السلطات العثمانية فلدى وصوله إلى سعرت يروي دي نوغاليس ما شاهده:
| مذابح سيفو | كان بالإمكان مشاهدة آثار المجازر في التلال المطلة على الطريق الرئيسي، والتي غطت سفوحها الكئيبة آلاف الجثث شبه العارية والمدمية، ملقية في كوم أو متعانقة خلال شهقات الموت الأخيرة. تمكنت مع رجالي من دخول سعرت بصعوبة لتراكم الجثث التي اعترضت سبيلنا في الطريق. وهناك شاهدنا كيف قام بعض سكانها بمرافقة الشرطة المحلية بسلب بيوت المسيحيين. لدى وصولنا إلى السراي التقينا بالحكام المحليين الذين كانوا مجتمعين بجودت باشا ومن حديثهم استنتجت أن المجزرة تم التخطيط لها البارحة من قبل جودت باشا شخصيا. | مذابح سيفو |

ويروي دي نوغالس كذلك أنه لدى حديثه مع محمد رشيد باشا والي ديار بكر، ابلغه الأخير أنه استلم أوامر الإبادة من خلال برقية من طلعت باشا وزير الحرب تحتوي على ثلاث كلمات: أحرق - دمر - أقتل (Yak-Vur-Öldür).

### مجازر ولاية ديار بكر

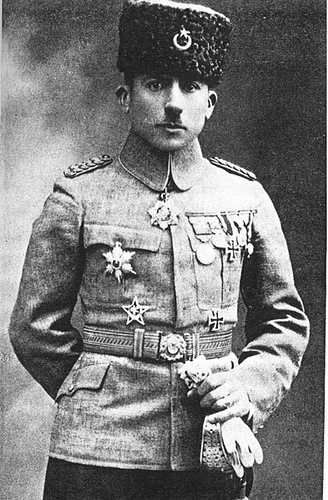
رافايل دي نوغاليس مينديز بلباس عسكري عثماني، وهو مرتزقة فنزويلي خدم كضابط في الجيش العثماني أثناء الحرب العالمية الأولى. وصف مجازر الأرمن والآشوريين بأنها إبادة مدبرة.

ذكر جوزيف نعيم، وهو قسيس كلداني نجى في مجازر الرها في كتابه «هل ستفنى هذه الأمة؟» أن عمليات الترحيل القسرية بدأت خلال آذار 1915, حين وصلت المدينة قوافل المرحلين الأرمن من الأرياف المحيطة بها وهم في حالة مزرية. بينما بدأت عمليات الإبادة بالشهر اللاحق وطالت جميع المسيحيين بدون أستثناء. حيث قاموا بجمع بعض الذكور الآشوريين/السريان ابتداءً من عمر السادسة عشر وقاموا بتعذيبهم وقتلهم في ساحات المدينة. ثم قاموا بتصويرهم على أساس أنهم أتراك تم قتلهم من قبل المسيحيين.
أما في مركز الولاية آمد (دياربكر) فقد قامت السلطات بداية باعتقال وإعدام الآلاف من أعيانها الأرمن والسريان على يد واليها محمد رشيد باشا قبل أن يقوموا بتصفية وترحيل البقية. ويقدر عدد القتلى بها من السريان بما بين 70,000 إلى 100,000.
ويروي دي نوغالس كذلك أنه لدى حديثه مع محمد رشيد باشا، ابلغه الأخير أنه استلم أوامر الإبادة من خلال برقية من طلعت باشا وزير الحرب تحتوي على ثلاث كلمات فقط: أحرق - دمر - أقتل (Yak-Vur-Öldür).

#### مجازر طور عابدين

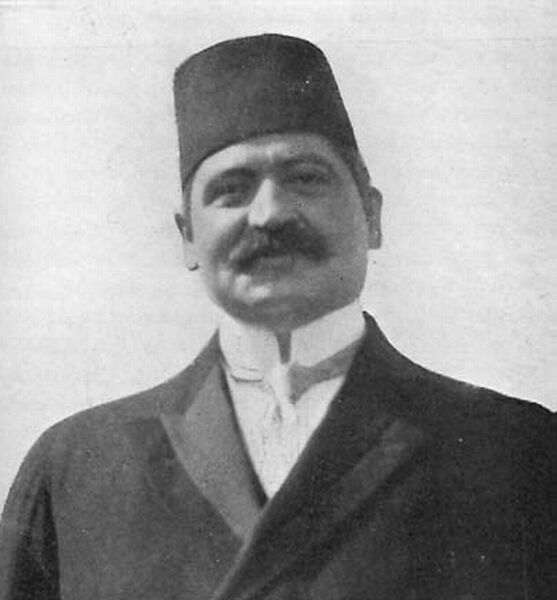
طلعت باشا وزير الحرب العثماني. أرسل برقية مقتضبة إلى والي دياربكر ذكر فيها:«أحرق-دمر-أقتل».

خلال شهر حزيران 1915 بدأت القوات بالهجوم على القرى السريانية بمنطقة الجزيرة الفراتية. ففي 10 حزيران وقعت مذبحة ماردين وما حولها، وفي 14 حزيران هوجمت نصيبين. أما في نصيبين فقد رفض حاكمها التركي نوري باشا دخول الجيش بها لعلمه أن هذا سيؤدي لوقوع مذبحة. عندها أمر محمد رشيد باشا والي دياربكر باغتياله، فوقعت بعدها في الحادي والعشرون من نفس الشهر مجزرة بمديات.
وبعد عودته من سعرت التقى خليل باشا ببعثة يقودها ناجي باشا ومدعومة بمستشارين عسكريين ألمان لعل أهمهم شوبنر-ريختر، والذي أصبح لاحقا أحد مؤسسي الحزب النازي بألمانيا، كانت مهمة هذه البعثة تنسيق العمليات في طور عابدين. بالرغم من أفكاره العنصرية إلا أن شوبنر-ريختر غالبا ما اعترض على سياسة الإبادة التي اتخذها القادة الأتراك، كما تبين من مراسلاته مع القيادة العليا ببرلين. لاقت هذه البعثة مقاومة شديدة لدى محاولتها دخول بلدات آزخ وعين وردو وباسبرين السريانية، ما دعا القادة العثمانيين إلى تسميتها ب-«انتفاضة مديات». وبالرغم من حشد أعداد متزايدة من القوات العثمانية في محاولة دخول تلك البلدات إلى أن فشلها المستمر في ذلك جلب إليها انتباه كبرى القيادات العسكرية ومنها الجنرال الألماني فون در غولتز أهم القادة الألمان الناشطين في الدولة العثمانية. فأرسله أنور باشا على رأس فيلق من الجيش الثالث العثماني لإخضاع المنطقة، وبعد عدة معارك فشل العثمانيون والألمان في دخول كلا من آزخ وعين وردو. فتم الاتفاق على وقف لإطلاق النار بين الطرفين.
في 29 تشرين الأول أرسل ناجي باشا برقية جاء فيها أن السريان في الجزيرة وديار بكر ومديات ثاروا وبدأوا بمذابح ضد المسلمين. كما طلب تزويده بفيلق إضافي ومدفعية ثقيلة. وخلال الاسابيع اللاحقة التقى بأعيان آزخ وطلب منهم تسليم اسلحتهم وترك ممتلكاتهم لترحيلهم. كما طلب من شوبنر-ريختر الضغط على الألمان من أجل إرسال المزيد من القوات لحصار البلدات السريانية. غير أن الأخير لم يقتنع بالحجج التي ساقها ناجي باشا بل أنه لم ينظر إلى الوضع القائم كعصيان بل ك-«محاولة شرعية» من السريان لحماية أنفسهم من المصير الذي لاقه الأرمن. ولكي لا يتم اتهام الألمان بارتكاب مجازر بحق المسيحيين العثمانيين، طلب من جميع القادة الألمان الانسحاب من طور عابدين ووضع رجالهم تحت تصرف قادة أتراك.

#### معركة آزخ
في 7 تشرين الثاني رفض ناجي باشا مقابلة وفد أعيان آزخ وامر قواته المعززة بالخيالة والمدفعية الثقيلة بالهجوم على البلدة. وخلال الهجوم الأولي فشل الأتراك في اقتحام القرية وقتل ضابط تركي بالإضافة إلى العديد من الجنود أثناء محاولتهم تسلق أسوارها. كما لم ينجح قصف البلدة بالمدفعية في إخضاعها، وباءت محاولات حفر خنادق تحت أسوارها بالفشل.
في رسالة موجهة إلى المستشار الألماني بتمان هولفيغ يشرح فيها الوضعية في منطقة طور عابدين، عبر السفير الألماني في إسطنبول عن قناعة قائد القوات الألمانية في الدولة العثماني بأن ما يحدث ليس انتفاضة بل محاولة من السريان الذين تحصنوا بمناطق جبلية وعرة بين ماردين ومديات لتجنب مصير الأرمن. كما نقل عن القنصل الألماني في الموصل رغبة واليها بوقف العمليات العسكرية ضدهم.
استمر الحصار على آزخ وقام الأتراك باستدعاء الآلاف من قواتهم المتمركزة في الموصل وسوريا لإخضاع البلدة. غير أن نقطة التحول في المعركة كانت في ليلة 13-14 تشرين الثاني، عندما تسللت مجموعة من «فدائيي يسوع»، وهي مجموعة قتالية شكلها سريان آزخ، إلى معسكر الأتراك وبدأوا بقتل الجنود وهم نائمون فدب الذعر بينهم وسارعوا بإطلاق النار على بعضهم بعضا في خضم الفوضى التي وفرت أعداد كبيرة منهم تاركة أسلحتها الثقيلة غنيمة لأهالي البلدة، فسارع ناجي باشا إلى عقد الصلح معهم.

### المجازر والمقاومة في أورميا

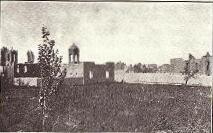
أطلال غولباشان إحدى أهم البلدات الآشورية في سهل أورميا.

بالرغم من كون منطقة أورميا تحت حكم القاجاريين إلا أن وقوعها في منطقة النفوذ الروسي وقربها من الحدود العثمانية جعلها من أهم الأهداف التي حاول العثمانيون الأستحواذ عليها خلال شتاء 1914. فشلت هذه الحملة في البداية غير هجوما ثانيا في رأس السنة حقق نتائج غير متوقعة فتمكن العثمانيون من التغلغل بشمال إيران وسيطروا على أورميا وتبريز.
شن الروس هجوما مضادا في ربيع 1915 تمكنوا خلاله من استعادة تلك المناطق إضافة حتى أنهم وصلوا إلا بحيرة وان بحلول الصيف.
تعرضت القرى الآشورية المحيطة شرقي بحيرة أورميا إلى مجازر من قبل العثمانيين خلال فترة سيطرتهم عليها، ففي كانون الثاني 1915 دخلت قوة عثمانية بقيادة «كشلي خان» بلدة غولباشان، والتي كانت إحدى أكثر بلدات المنطقة ازدهارا، وقاموابتدميرها ولم ينج من سكانها سوى المئات. وفي خوسروفا قام العثمانيون بجمع حوالي 7,000 نسمة من سكان القرى المجاورة وذبحم مع سكان البلدة، وفي «حفتفان» تم قطع رأس 750 من الرجال بعدها قام الأكراد بترحيل 5,000 من نساء البلدة معهم. وتم حرق 200 شخصا في «كنجار». كما حدثت مجازر في كل من «غيوغتابي» و«آدا»، بالإضافة إلى قرى آشورية/كلدانية أخرى، كما قام العثمانيون قبيل انسحابهم بجمع الذكور الآشوريين في بلدة سلماس بحجة أحصائهم، حيث قاموا بقطع رؤوسهم.
كتب هانيبال ترافيس، أستاذ القانون المساعد جامعة فلوريدا الدولية، في مجلة دراسات الإبادة الجماعية والوقاية منها: مجلة دولية: أنَّ مدينة أورميا الآشورية "تم القضاء عليها بالكامل، وذُبح السكان"، حيث دمرّ 200 قرية في محيطها، وكان هناك 200,000 من القتلى الأشوريين، ومئات الآلاف من الأشوريين الذين ماتوا جوعًا في المنفى من أراضيهم الزراعية. أفادت وكالة أسوشيتد برس أنه في محيط أورميا، كانت القوات النظامية التركية والأكراد تقوم باضطهاد وذبح المسيحيين الآشوريين. تضمت أعداد الضحايا 800 من القتلى قرب أورمية، وحوالي 2,000 قتيل من المرض. تم حرق مائتي أشوري حتى الموت داخل كنيسة، واكتشف الروس أكثر من 700 جثة لضحايا مذبحة في قرية حفديوان خارج أورميا، معظمهم كانوا عراة ومشوهين، وبعضهم كان مصابا بطلقات نارية، وآخرون قُطع رأسهم. أكدت صحف بريطانية وأمريكية رائدة أخرى هذه الروايات عن الإبادة الجماعية الآشورية. ذكرت صحيفة نيويورك تايمز في 11 أكتوبر أن 12,000 مسيحي آشوري قد ماتوا بسبب المجازر أو الجوع أو المرض. تعرضت آلاف الفتيات اللائي لم يتجاوزن السابعة للاغتصاب في اعتداءات جنسية، أو اعتنقن قسراً الإسلام. تم تدمير القرى المسيحية، وأحرق ثلاثة أرباع هذه القرى المسيحية بشكل كامل".

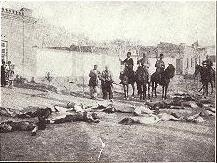
خيالة كردية مع مجموعة من القتلى الآشوريين في أورميا.

بحلول صيف 1915 بدأت قوافل آشوريي جبال حكاري تتقاطر على أورميا. وبالرغم من قيامهم بعمليات سلب منفردة في قرى كردية في المنطقة غير أن أغلب الباحثين يتفقون أنهم تصرفوا بطريقة أفضل من المتوقع بالنظر إلى المذابح التي تعرضوا لها خلال الشهور الماضية. حتى أنه خلال المجاعة التي شملت أجزاء من الدولة العثمانية في اواخر الحرب، بدأ الأكراد يتوجهون شرقا إلى القرى الآشورية في سهل أورميا، فقام سكانها بإيوائهم وتقديم المأكل لهم. ويروي أعضاء جمعية الإغاثة الأمريكية دهشتهم عندما تقدم رجال دين آشوريون بطلب إغاثة جميع النازحين الأكراد بدون أستثناء، بغض النظر عن كونهم أعداء أم أصدقاء.
لم تشهد أورميا خلال الفترة بين صيف 1915 أي تاريخ سيطرة الروس عليها وحتى 1917 عمليات عسكرية تذكر. غير أن الوضع تغير في ربيع 1917 عندما بدأ الروس بالتقهقر تحت وطء القلاقل الداخلية في روسيا نفسها والضغط الألماني على جبهتها الشرقية فقاموا بسحب قواتهم من جبهتها الجنوبية فتبعهم الآلاف من الآشوريين والأرمن مخافة تكرار المجازر العثمانية. وهنا مرة أخرى وجد الآشوريون أنفسهم محاصرين من قبل الأكراد والعثمانيين، بيد أنهم كانوا أكثر تنظيما وعدة هذه المرة. فقاموا بالاتصال بالبريطانيين الذين كانوا قد دخلوا بغداد في 8 آذار 1917، في محاولة لفتح خطط إمدادات يمتد من بغداد إلى القوقاز. فشكل جيش آشوري من جناحين: شرقي بقيادة آغا بطرس، وغربي تحت أمرة أخ شمعون بنيامين. وفي حزيران 1917 قاد شمعون بنيامين مقاتليه مخترقا الحدود العثمانية واشتبكوا مع الميليشيات الكردية في «مرغاوار» و«ترغاوار» (سهل غاوار) في حكاري وانتصروا عليهم. ومكثوا في تلك القرى المدمرة عدة أيام قاموا خلالها بجمع عظام ضحايا مجازر 1915 ودفنها. ومن ثم هاجموا القائد الكردي «سوتو» في معقله ب-«أورامار» غير أنه تمكن من الفرار، كما تقدمت البعثة واستولت على «أتروش» و«أربوش». غير أن هدفهم الرئيسي كانت قلعة «شال» المركز الرئيسي ل-«سوتو» فتمكنوا من السيطرة عليها وإحراقها.
أدت ثورة تشرين الأول الروسية إلى انهيار كامل للجيش الروسي الجنوبي، وبعد محاولات فاشلة من قبل شمعون بنيامين للاتصال بالعاهل القاجاري من أجل ملء الفراغ الذي تركه الروس في سهل أورميا، نشبت معارك بين المسيحيين والمسلمين للسيطرة على أورميا انتهت بانتصار الآشوريين في شباط 1918 فشكلوا حكومة مدنية لتسيير أمور تلك المناطق.

#### اغتيال شمعون بنيامين
لم تطل سيطرة الآشوريين على الأمور في سهل أورميا، حيث استغل سمكو شيكاك أحد أبرز قادة الأكراد في إيران فرصة اختفاء النفوذ الروسي والتركي بها في محاولة لإرساء سلطته فيها. فدعى البطريرك الآشوري الذي دأب على تفقد أحوال المدن الواقعة تحت سيطرته، إلى زيارته في معقله بسلماس وقام باغتياله. ويروي جون جوزيف، أحد مؤرخي تلك الفترة، حادثة اغتياله:
| مذابح سيفو | عادت الفوضى إلى المنطقة مرة أخرى. فدعا سمكو بإيعاز من حاكم تبريز مار شمعون إلى مشاورات ودية. فاستقبله برحابة وقبّله لدى مغادرته، ثم أمطر البطريرك ومرافقيه بوابل من الرصاص، هكذا كانت التقاليد في حوليات الغدر في الشرق. | مذابح سيفو |

أدى مقتل الرجل الذي قاد الآشوريين خلال فترة المجازر في حكاري إلى توجيه ضربة معنوية قوية لهم. وانتقم آشوريو حكاري بقتل المسلمين في «دلمان» و«سلماس» وفر «سمكو» بعدها إلى «خوي» مع رجاله فقتلوا مسيحييها.

#### النزوح إلى العراق

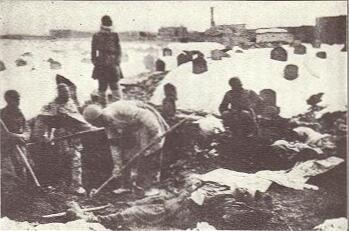
آشوريون يحفرون مقابر جماعية للذين سقطوا نتيجة للأمراض لدى وصولهم إلى الإرسالية الأمريكية جنوبي أورميا.

بعد سقوط وان بيد العثمانين التجأ 20,000 من سكانها الأرمن إلى «سلماس» بعد أن لاحقهم «نوري باشا». وبحلول صيف 1918 بدأ البريطانيون باحتلال شمال بلاد فارس، وطلبوا من الآشوريين والأرمن دعم القوات البريطانية المتواجدة في «ساين قالا». فانطلق آغا بطرس إلى سوج بولاق حيث اشتبك مع قوة كردية وتركية فردها إلى راوندوز. غير أن نشوب خلافات بين جنوده الآشوريين والأرمن وبدلا من وضع رجال لمراقبة سوج بولاق في حالة عودة الأتراك المهزومين، زحف بكامل قوته إلى ساين قالا لملاقاة البريطانيين ليكتشف أن هؤلاء انسحبوا بعد تأخر الآشوريين. وأثناء غياب بطرس آغا الطويل انتشرت إشاعات أن تلك القوة قد أبيدت من قبل العثمانيين ووصلت أخبار عن تقدم الأتراك والأكراد ما دعا العديد من سكان أورميا الآشوريين إلى النزوح جنوبا باتجاه مناطق سيطرة البريطانيين، فقتل العديد منهم بعد أن لاحقهم الأكراد والأتراك وانتشرت الأوبئة كالتيفوئيد والحصبة والملاريا، وسقط الآف منهم على قارعة الطرق بعد أن انهكهم التعب. بينما أبيد من فضل البقاء في أورميا وعلى رأسهم توما أودو البطريرك الكلداني بالمدينة. ويقدر عدد الذين قضوا في هذه المسيرة بأكثر من 17,000 آشوري.
قام البريطانيون لاحقا بنقل اللاجئين الآشوريين إلى مخيمات اقيمت لهم في بعقوبة بسبب انتشار مجاعة في إيران ومن ثم الحبانية.

## التهجيرات اللاحقة وإعادة التوطين

آغا بطرس، أحد أهم القادة الآشوريين في أورميا، رأس وفد الكلدو-آشوريين في مؤتمر لوزان.

بعد انتصار الأتراك في حرب الأستقلال التركية بقيادة مصطفى كمال أتاتورك، قاموا بترحيل آخر من تبقى من السريان والأرمن في مناطق الجزيرة العليا وقيليقية وقد هاجر معظم هؤلاء إلى مدن سوريا الشمالية وخاصة حلب فتضخم عدد سكانها. ويروي الشيخ كامل الغازي في كتابه نهر الذهب في تاريخ حلب أن نسبة الأرمن فيها ارتفعت من بضعة عوائل إلى حوالي ربع سكان حلب كما شكل السريان نسبة كبيرة فارتفعت نسبة المسيحيين فيها إلى أكثر من 40%. كما قام النازحون السريان/الآشوريين من ماردين ونصيبين بالاستيطان بمدينة القامشلي على في الجهة السورية المقابلة لنصيبين. بالإضافة لذلك نزح أغلب السريان الكاثوليك إلى بيروت فعاشوا بالبداية بمخيمات بالقرب فيما أصبح لاحقا حي السريان ولم يحصلوا على الجنسية اللبنانية حتى سنة 1971.
عاد معظم الآشوريين الذين فروا من أورميا سنة 1918 إلى ديارهم بعد أن استقر الوضع هناك بسيطرة الحكومة الإيرانية عليها وموافقتها بمضض على عودة النازحين إليها. كما عاد معظم الآشوريين الذين هجروا من مناطق برواري الواقعة ضمن حدود المملكة العراقية إلى قراهم هناك، غير أن هجمات العشائر الكردية المتالية أجبرتهم على الرحيل فاستقروا نهائيا في المدن الكبرى كبغداد والموصل والبصرة.
غير أن معظم النازحين تشكلوا من آشوريي حكاري التي رفضت تركيا دعوات آغا بطرس لاستقبالهم أثناء الاتفاق على معاهدة لوزان. كما بائت محاولات توطينهم في منطقة «بردوست» بكردستان العراق بالفشل، وتم رفض مقترحات بتوطينهم في كندا. فتم الاتفاق على توطين بعضهم في مناطق جنوبي محافظة دهوك حاليا. غير أن الجيش العراقي سرعان ما دمر معظم تلك القرى وقتل حوالي 3,000 آشوري فيما عرف بمجزرة سميل سنة 1933 بعد انتشار إشاعات عن رغبتهم بتكوين كيان مستقل. فانتقل حوالي 15,000 إلى سوريا حيث استقروا في عدة قرى على ضفاف نهر الخابور بمحافظة الحسكة.

## طرق الإبادة

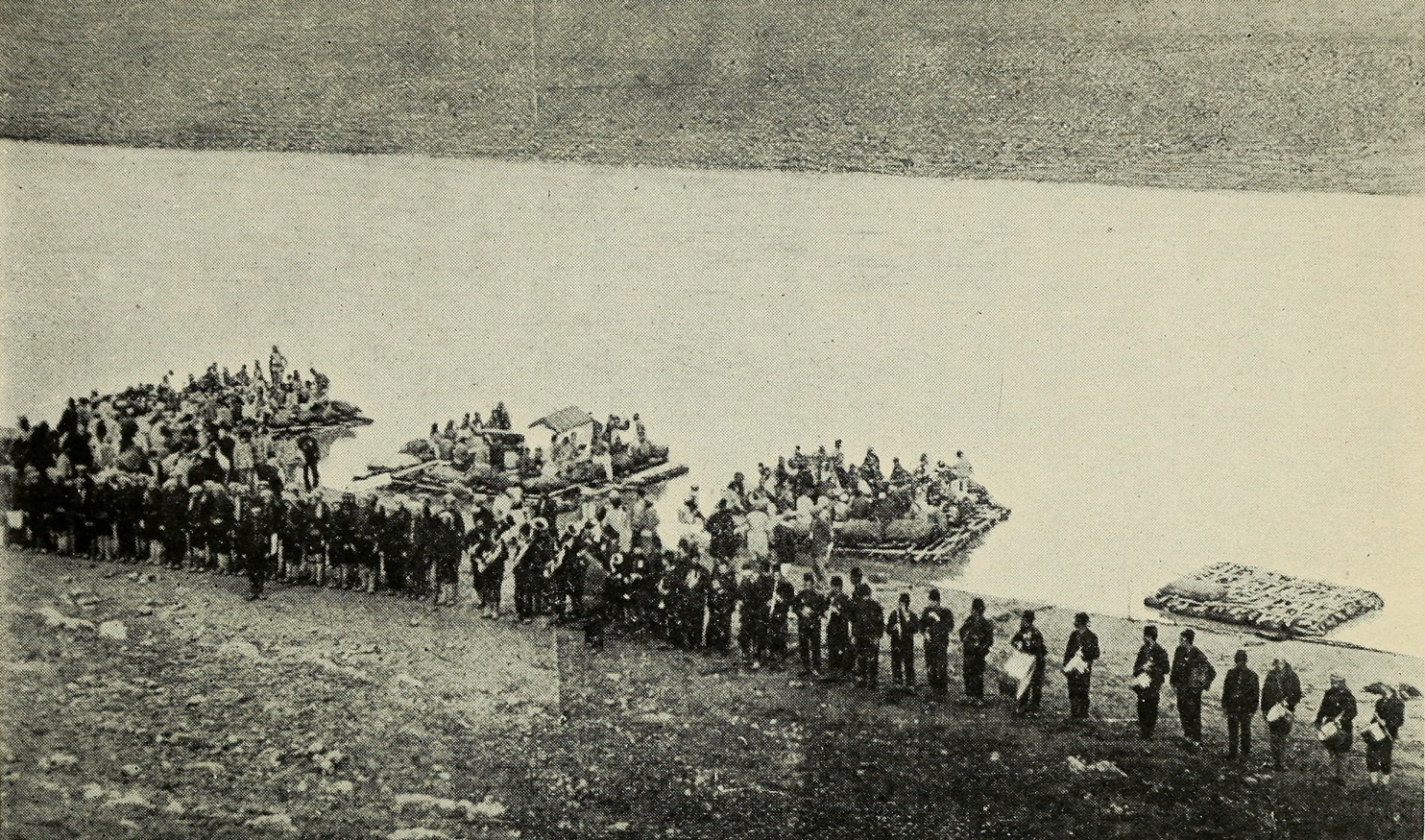
تم استخدام مثل هذه العوامات الخشبية لإرسال الضحايا إلى أسافل مجرى النهر حيث كان يتم قتلهم.

تم استخدام العديد من الطرق في قتل المدنيين، وقد كان استخدام السلاح الأبيض الأكثر شيوعا لكونه غير مكلف ومنه انحدر اسم المجازر بالسريانية. ويروى أنه في بداية المجازر في آمد (ديار بكر) أعتقل حوالي الألف من أعيان البلدة من الأرمن والسريان/الكلدان في بتهمة حيازة أسلحة وبعد أن جمع مبلغ مالي مقابل إطلاق سراحهم قرأ عليهم المفتي خبر الصفح عنهم، وبعد أن سيقوا في شواع البلدة وضعوا في عوامات خشبية (كلك) على نهر دجلة ليتم إيقافهم في ملتقى نهر بطمان بدجلة جنوبي المدينة حيث عروا من ملابسهم وذبحوا ورمت جثثهم بالنهر. كما قامت السلطات بأخبار أهاليهم بوصولهم سالمين إلى الموصل. وقد قام العثمانيون بهذه العملية عدا مرات حتى أنه يروى أن أهالي الموصل كانوا يشاهدون وصول العوامات الخشبية الفارغة متبوعة بجثث المقتولين طافية على النهر، فقام القنصل الألماني هناك بالاحتجاج لدى والي الموصل غير أن الأخير ألقى اللوم على والي ديار بكر جودت باشا. حاولت السلطات بعدها إجبار بطريرك المدينة على الأرمن توقيع وثيقة ترجيء وفات الأعيان لأسباب طبيعية غير أنه رفض، فقاموا بقلع سنونه ونتف لحيته وتم اغتصاب زوجته وقتلها ثم فقأوا عينيه ودقوا مسمارا بجبينه.
أثناء مجازر نصيبين وجزيرة ابن عمر الثانية في آب 1915 اقتيد الرجال إلى وادي بعيد وتم ذبحهم بعد تخييرهم بين الموت ودخول الإسلام. فقتلوا خلال يومين 800 رجلا. بعد يومين أرسلت بقية العوائل في عوامات خشبية، وبأعالي النهر تم التقاطهم في قرية كردية وتم اغتصاب النسوة وقتلهن ورمي جثثهن بالنهر.
تعتبر قرية قرة باش شمال شرق آمد من أولى القرى السريانية التي تم إبادة سكانها بشكل شبه كامل. فبحد أن تم تجميع جميع قطع الأسلحة فيها، دخلها مجموعة من خمسين رجلا وقاموا بجمع الرجال بها وقتلهم بعدها قام مسؤولان من حركة تركيا الفتاة بتحريض سكان قرية كردية مجاورة بالهجوم على قرة باش واعدين إياهم بالغنائم مقابل إبادة سكانها. وبالفعل هوجمت القرية في أيار 1915 فنهبت المنازل وأحرقت كما قام المهاجمون باغتصاب النسوة وقتلهن.
ويروي الدكتور «فلويد سميث» الذي كان عاملا بالأرسالية الأمريكية بآمد ما شاهده:
| مذابح سيفو | في 21 أيار استقبل مجمعنا ثالثة أو أربعة أشخاص وفي اليوم التالي وصلت مجاميع من النساء والأطفال الأرمن والسريان. وقد أخبرني القرويون أن الأكراد هاجموهم قبل ثلاث ليالي كما قام العسكر بسد الطريق إلى آمد، غير أن البعض تمكن من التسلل إليها... يمكن تصنيف أنواع الجروح التي تكبدوها إلى التالي: 1. جروح من جراء سيوف أو سكاكين على فروة الرأس والوجه والعنق الأكتاف والضهر والأطراف. 2. ثقب ناتجة عن طلقات نارية على الأطراف. 3. جروح ناتجة عن آلات قطع ثقيلة كالفئوس. | مذابح سيفو |

لاحقا، تم استهداف قرية «قابية»، فالتجأ سكانها إلى كنيسة «مور قرياقوس»، فتم جمع الرجال وربطهم وحرقهم في حضائر بينما اغتصبت النسوة في الكنيسة وقتلن بالفئوس. وبحسب إحدى الناجيات فقد تمكنت من الهرب بعد أن اختبأت بين جثث أقاربها، كما يعتبر فتى آخر الذكر الوحيد الناجي من البلدة بعد أن اختبأ في كرمة.
كما وبالرغم من صدور قرار يعفو عن جميع غير الأرمن من المسيحيين. فإنه لدى ترحيل قافلة من النساء والأطفال باتجاه ماردين قام رشيد باشا بإيقافها في قرية «غوليكه» وجمع 800 طفل في أحد المباني وقام بإشعال النار فيه شخصيا.

## حصيلة القتلى
قدّر المؤرخون أعداد القتلى في المجازر كالتالي: 25 ألف آشوري في مديات، و21 ألف في جزيرة ابن عمر و7 آلاف شخصٍ في كلّ من أورفة ومنطقة Qudshanis. وهناك 6 آلاف قتيل في ماردين و5 آلاف في دياربكر و4 آلاف في أضنة، و4 آلاف قتيل في براهيمي و3500 في حربوت.

## الاعتراف الدولي

نصب المذبحة التذكاري في باريس، فرنسا.

لم تحض مذابح سيفو باهتمام رسمي كبير، وهو نقيض ماحصل أثناء وقوع مذابح الأرمن. ونقل عن المؤرخين الآشوريين أن مثل هذه الحادثة لم تتم بسبب عدم تكوين كيان سياسي يمثل الآشوريين/السريان/الكلدان في المحافل الدولية في القرن العشرين. وفي تلك الحالة، فإن المذابح التي حدثت لهم في الأناضول تم ربطها مذابح الأرمن. غير أن السنوات الأخيرة شهدت اعترافا من دول ومنظمات بالمجازر التي حدثت للآشوريين/السريان علنا.
في كانون الأول 2007 أصدر المؤتمر الدولي لدارسي الإبادات، وهي المنظمة الأكاديمية الرئيسية دوليا في مواضيع الإبادات العرقية، وثيقة صوت عليها بالإجماع تدعوا إلى الاعتراف بالمجازر الآشورية، وأعلن فيها ما يلي:
وفي عام 2008 قرر البرلمان السويدي الاعتراف بالمجازر ضد الآشوريين/السريان/الكلدان كجرائم إبادة.
كما قامت شخصيات ومؤسسات كردية بالاعتذار عن دور الأكراد في مجازر الأرمن والآشوريين واليونان مثل عبد الله أوجلان زعيم حزب العمال الكردستاني وحزب المجتمع الديمقراطي، كما أصدر البرلمان الكردي في المنفى بيانا جاء فيه:

### إنكار المجازر
تعتبر تركيا وأذربيجان الدولتان الوحيدتان اللتان تنكران حدوث مجازر في عهد الدولة العثمانية. فبحسب الدولة التركية لم تكن هناك خطة منظمة لإبادة الأرمن والآشوريين في اراضيها. كما تعتبر أن الأعداد مبالغ بها وأن الجيش العثماني لم يكن له يد في قتل المدنيين. وقد وقع 69 من الأكاديميين الأمريكيين أبرزهم برنارد لويس على بيان موجه للكونغرس الأمريكي سنة 1985 يحثه فيه على عدم الاعتراف بالمذابح العثمانية ضد مواطنيها المسيحيين، غير أن 68 منهم سحبوا توقيعاتهم لاحقا بعد أن تبين بعد التحقيق بالأمر أن معظمهم تلقوا منح مالية من الحكومة التركية.
تختصر أسباب نقص أعداد المسيحيين في تركيا بحسب رأي مشككي المجازر في التالي:
1. الصراع الطائفي والعرقي: كانت للكراهية المتبادلة بين الأرمن والأكراد الدور الأكبر في حدوث مجازر بين المسيحيين والمسلمين في تلك النواحي. كما قام مسلمون باعمال القتل بعد أن رفع مسيحيو الدولة العثمانية شعار «فليسقط الهلال» بحسب ما وردته صحيفة تركية سنة 1896.[131]
2. المجاعة: العديد من الضحايا سقطوا نتيجة المجاعة التي شملت أجزاء من أوروبا والشرق الأوسط بنهاية الحرب، والتي تسبب بها الحصار الذي فرضه الحلفاء على واردات القمح إلى الدولة العثمانية وقيام هؤلاء بالاستيلاء على محاصيل الفلاحين في سوريا لاستخدامها في تموين جنودها.[132]

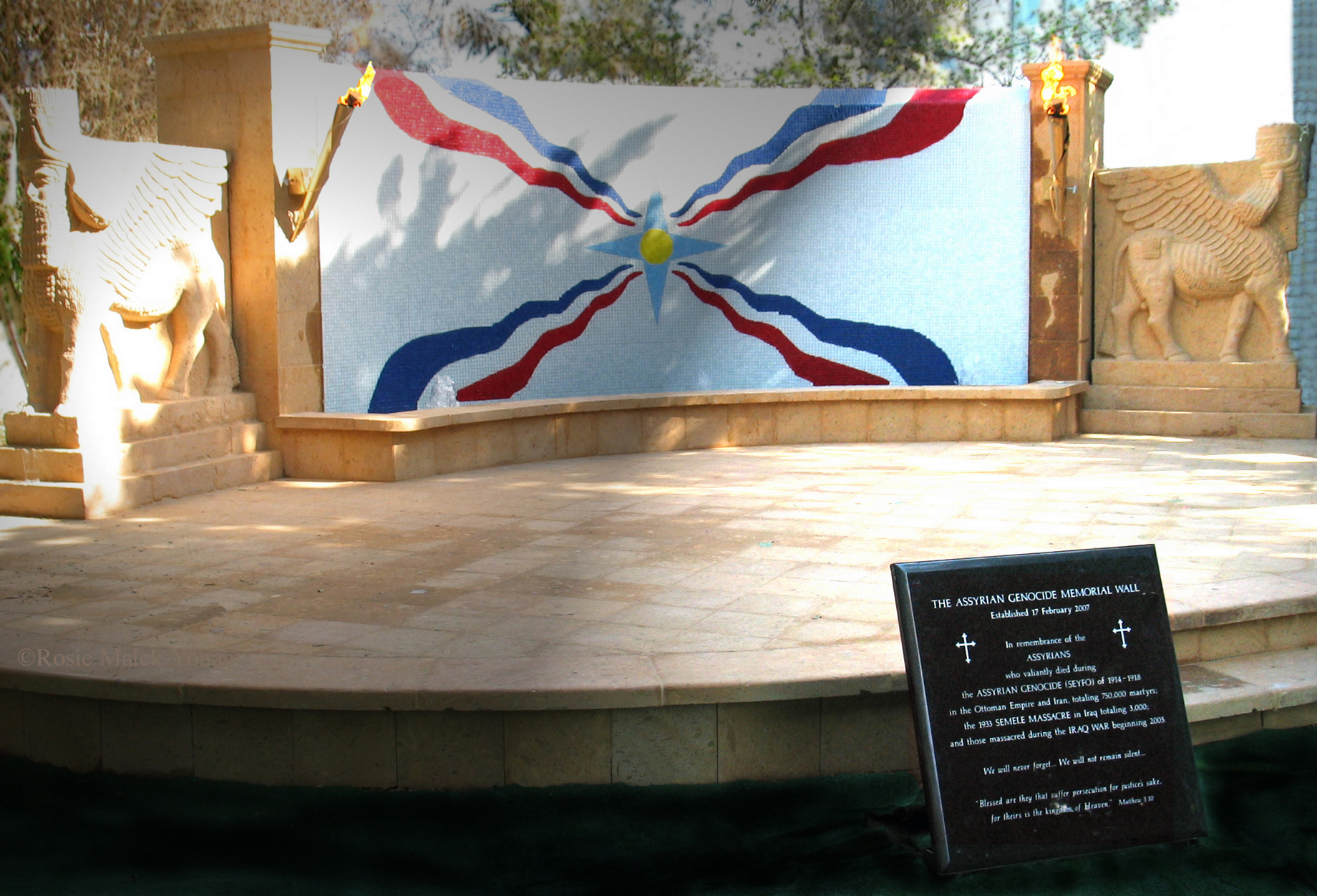
نصب المجازر الآشورية بمدينة ترزانا بالولايات المتحدة.

قامت الحكومة التركية بتبني قرار «إهانة الهوية التركية» في 1 حزيران 2005، والذي يجعل الاعتراف بحدوث مجازر في عهد الدولة العثمانية جريمة يعاقب عليها القانون.
في صيف 2011 تم كشف النقاب عن كتاب مدرسي في تركيا عن السريان وفيه يتم إنكار حدوث أي مجازر بحقهم خلال الحرب العالمية الثانية. يذكر الكتاب أن السريان طعنوا تركيا في الظهر وتحالفوا مع الروس، وأنهم لا زالوا «عملاء بيد الدول الغربية». وجهت عدة منظمات حقوقية انتقادات إلى الكتاب المدرسي بسبب محتواه الذي وصف بالعنصري.

### ذكرى المجازر
يعتبر يوم 24 نيسان من كل عام ذكرى مجازر سيفو، وهو نفس اليوم التي يتم فيه تذكار مجازر الأرمن وفيه تم اعتقال أكثر من 250 من أعيان الأرمن في إسطنبول. كما يحتفل كذلك بيوم 7 آب بذكرى المجازر الآشورية في الحرب العالمية الأولى ومجزرة سميل على حد سواء.
ويتم ازاحة الستار عن نصب تذكارية لتذكار المجازر كما حدث في أرمينيا وأستراليا وفرنسا والسويد والولايات المتحدة وغيرها من دول المهجر التي تحوي على كثافة سكانية عالية نسبيا من الآشوريين/السريان/الكلدان.